# Breakage
«Breakage» es el quinto episodio de la segunda temporada de la serie de televisión estadounidense de drama Breaking Bad. Fue escrito por Moira Walley-Beckett y dirigido por Johan Renck.
Este episodio marca la introducción de Jane Margolis, interpretada por Krysten Ritter.

## Trama
Walt termina su primera ronda de quimioterapia y se le dice que recibirá los resultados dentro de dos meses, cuando nazca su bebé. Sin embargo, Walt comienza a sentirse abrumado por las crecientes facturas médicas, y el dinero que ganó con Tuco se está agotando. Mientras vomita en el inodoro, encuentra algo que lo obstruye: el paquete de cigarrillos que Skyler estaba fumando.
Jesse regresa con Clovis para cumplir su palabra: paga la caravana y su reparación. También llega a un acuerdo para almacenar su caravana en el lote de Clovis y le compra un automóvil usado. Luego, alquila un departamento a Jane Margolis, quien administra la propiedad y vive al lado. Aunque le gusta el lugar, no tiene historial crediticio y solo puede pagar en efectivo. Inicialmente se niega a alquilarle, pero finalmente acepta después de aumentar el precio por solo efectivo.
Hank es promovido a un puesto de alto rango en Albuquerque para la DEA, y tendrá que dividir su tiempo entre la ciudad y El Paso, Texas. Sale a celebrar con sus amigos, pero tiene un ataque de pánico en el viaje en ascensor. Al día siguiente, se retira del trabajo para embotellar parte de la cerveza que ha preparado en casa. Marie está confundida con este comportamiento, pero él le asegura que todo está bien. Después de que ella se va, una botella que él sostiene se rompe y se corta la mano.
Mientras tanto, Walt y Jesse se reúnen nuevamente para discutir cómo distribuir su metanfetamina. Jesse no quiere trabajar solo ahora que la DEA lo ha encontrado, y sugiere construir una red de distribuidores para que puedan ser tanto distribuidores como productores. Walt es inicialmente reacio, pero Jesse amenaza con irse si no siguen su plan. Más tarde, Jesse invita a sus amigos Combo, Skinny Pete y Badger a su departamento, y habla sobre usarlos como traficantes.
En una comida al aire libre que celebra la promoción de Hank, Skyler exige que Marie se disculpe por darle a Skyler una tiara robada, o de manera irreversible se abrirá una brecha entre ellas; Marie lo hace entre lágrimas.
A los distribuidores de Jesse les está yendo bien vendiendo su metanfetamina, hasta que uno de sus clientes roba a Skinny Pete. Cuando Jesse le da a Walt su parte, menos el dinero robado, explica que es la rotura (pérdida de ingresos por daños, pérdida o robo de bienes) lo que debe esperarse como el costo de hacer negocios. Walt, sin embargo, se preocupa por lo que sucederá cuando se corra la voz de que pueden ser robados con impunidad. Más tarde aparece en el apartamento de Jesse y le da una pistola, diciéndole que se encargue del problema.
También se enfrenta a Skyler por fumar, pero ella se niega a disculparse por guardar secretos cuando él ha estado haciendo lo mismo. Esa noche, Hank es despertado por lo que él piensa que son disparos, y atraviesa la casa con su pistola desenfundada. Resulta que son tapas que salen de las botellas de cerveza debido a la presión. Al día siguiente, conduce hacia Río Bravo y arroja su trofeo de la rejilla de Tuco al río.

## Producción
El episodio fue escrito por Moira Walley-Beckett y dirigido por Johan Renck. Se emitió por AMC en los Estados Unidos y Canadá el 5 de abril de 2009.

## Recepción de la crítica
El episodio fue bien recibido. Noel Murray, escribiendo para The A.V. Club, le dio al episodio una A, alabando las comparaciones visuales entre diferentes situaciones en el episodio.

## Significado del título
Utilizando la palabra «Breakage» (en español «Rotura») Jesse le explica a Walt que Skinny Pete fue robado y extorsionado por una pareja de drogadictos.